# Janet Murray

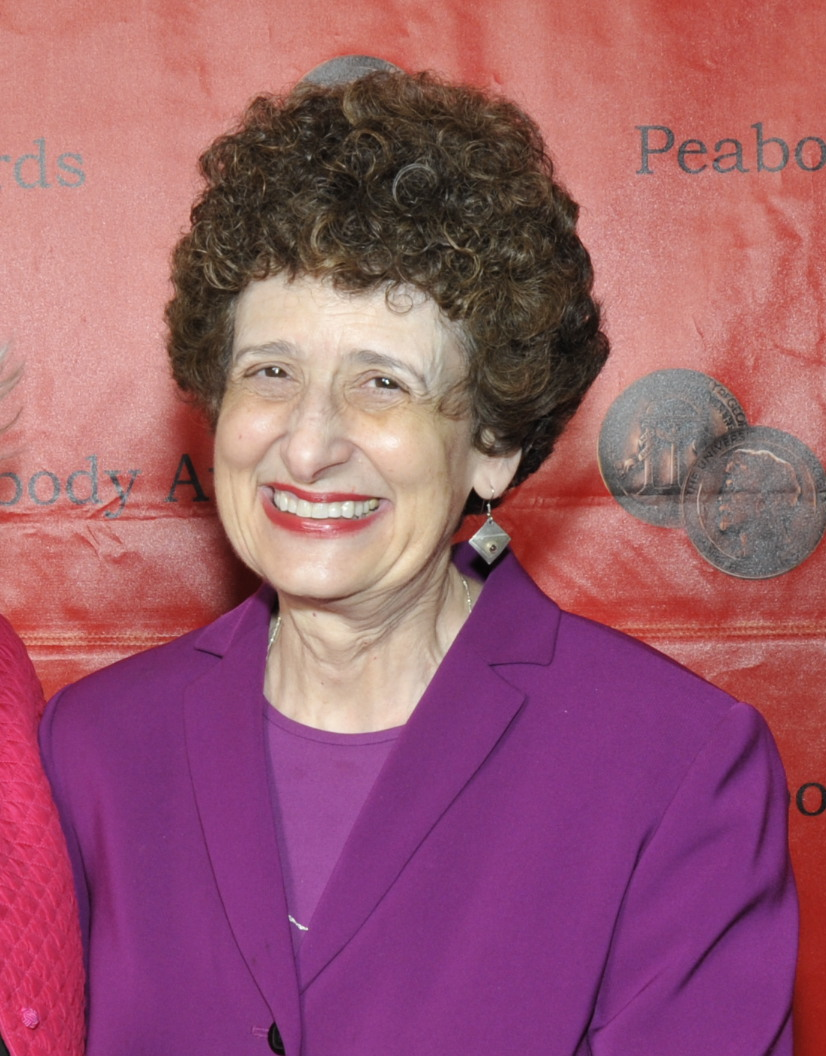

Janet Murray es una catedrática del Instituto Tecnológico de Georgia, en el que es directora de la Escuela de Literatura, Comunicación y Cultura. Antes de unirse a Georgia Tech en 1999, fue investigadora del Instituto Tecnológico de Massachusetts en el Centro para Iniciativas de Informática Educativa, en el que enseñó humanidades y desarrolló diversos proyectos de diseño interactivo desde 1971. Es conocida como una de las primeras impulsoras de la informática humanística, y como teorizadora de los medios digitales y promotora del empleo de las nuevas tecnologías en el aula.
El libro más importante de Janet Murray es Hamlet on the Holodeck: The Future of Narrative in Cyberspace (Hamlet en la holocubierta: el futuro de la narrativa en el ciberespacio), en el que se pregunta si los ordenadores pueden ofrecer nuevos modos de expresión narrativa, del mismo modo que la imprenta contribuyó al desarrollo de la novela, o el cine de las películas. En el libro ella ofrece una respuesta positiva, a partir del análisis de las propiedades del ordenador como medio expresivo. Argumenta que el ordenador es procedimental, participativo, enciclopédico y espacial, y ofrece tres tipos de placer particulares -aunque no exclusivos-: inmersión, actuación y transformación. Murray define la interactividad como la combinación de lo procedimental y de la propiedad participativa, que conllevan el placer de la actuación. Estos estudios se conectan tanto con los proyectos de inteligencia artificial como con los videojuegos, las películas, la literatura y la televisión. La tesis fundamental del libro es que los ordenadores amplían las posibilidades de expresión narrativa.
El trabajo de Janet Murray, por ser uno de los primeros que se ocuparon de las posibilidades de los nuevos medios, ha sido ampliamente citado por diseñadores de videojuegos, productores de televisión interactiva, cineastas y periodistas. También ha sido criticado desde distintos puntos de vista: el escritor Sven Birkerts, por ejemplo, lo considera una amenaza a la cultur impresa, mientras que los ludólogos lo ven como una aproximación errónea, demasiado literaria, al estudio de los videojuegos.